# Будівництво 730 і ВТТ
Будівництво 730 і ВТТ (СТРОИТЕЛЬСТВО 730 И ИТЛ, Белозерское ЛО) — підрозділ системи виправно-трудових установ ГУЛАГ, оперативне керування якого здійснювало спочатку Головне Управління таборів промислового будівництва (рос. ГУЛПС).
Організований 31.05.51;

закритий 22.05.53.
Адреса: Куйбишевська область, м.Сизрань 100, п/я 260 на 07.04.53.

## Виконувані роботи
- обслуговування СУ 730 Головпромбуду МВС ,
- бурові роботи,
- будівництво службових та казармених приміщень для частин ГУВО МГБ на Комбінаті 818

## Чисельність з/к
- 01.01.53 — 2323;
- 15.03.53 — 2189